# Графіті Алексамена

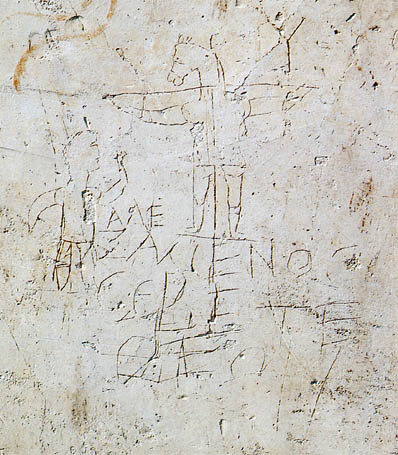
Графіті Алексамена

Графіті Алексаме́на (також відоме як богоху́льне графіті) — це фрагмент давньоримського графіті, видряпаного на штукатурці на стіні кімнати біля Палатинського пагорба в Римі, Італія. Можливо, найдавніше зображення розп'яття Ісуса Христа, причому виконане язичниками як пародія. Зображає чоловіка, що поклоняється розіп'ятій на хресті фігурі з головою осла. Підпис грецькою мовою може трактуватися як «Алексамен поклоняється [своєму] богу». Зображення зберігається в Палатинському музеї.

## Композиція
Графіті грубо зображає дві постаті. Перша — чоловік, що стоїть, піднявши зігнуту в лікті руку. Друга — людина з головою осла, розіп'ята на хресті, повернена спиною до глядачів. Постать має короткий одяг без рукавів. Над нею зображено грецький іпсилон (Y). Підпис грецькою мовою в чотири рядки повідомляє: «Алексамен поклоняється [своєму] богу» (ΑΛΕΞΑΜΕΝΟΣ ΧΕΒΕΤΕ ΘΕΟΝ).

## Історія
Дата створення графіті відома лише приблизно. Це період від кінця I до кінця III ст. н. е. Імовірно, його виконала людина, що жила чи працювала в будинку, де воно розташоване. Неясно хто такий Алексамен, згаданий у написі; можливо це таємний християнин, якого автор графіті хотів викрити чи висміяти. Тоді можливо, що обоє служили при імператорському дворі. В іншій кімнаті того ж будинку є графіті «Алексамен вірний», що може бути відповіддю самого Алексамена.
Графіті виявлене в 1857 році, коли на Палатинському пагорбі було розкопано будівлю під назвою Domus Gelotiana. Імператор Калігула придбав її, щоб зробити частиною імператорського палацу, що після смерті Калігули став використовуватися для навчання імператорських пажів. Пізніше вулиця, на якій стояла будівля, була відгороджена стіною та слугувала фундаментом для наступних споруд, і таким чином зображення лишалася закритим упродовж століть.

## Інтерпретації
Зазвичай цей напис сприймається як глузливе зображення християнина під час богослужіння. У той час язичники висміювали християн за те, що вони вшановують розіп'яту особу, адже розп'яття вважалося ганебною смертю, якої гідні найгірші злочинці. На графіті показано нетиповий хрест: він низький і має широку підставку для ніг. Утім, це можуть бути і своєрідні колодки. Серед християн зображення розп'яття було рідкісним до VI ст.
Імовірно, зображення пов'язане з повір'ям нібито євреї та християни поклонялися Богу в образі осла, як це стверджував Апіон (30-20 рр. до н. е. — бл. 45-48 рр. н. е.). Ориген повідомляє у своєму трактаті «Contra Celsum», що язичницький філософ Цельс приписував таке поклоніння євреям і християнам. Тертуліан повідомляв, що християн разом з євреями звинувачували в поклонінні божеству з ослиною головою. Він також згадує єврея-відступника, який носив Карфагеном карикатуру на християнина з ослячими вухами та копитами.
За іншими інтерпретаціями фігура на хресті — не Ісус Христос, а єгипетський Анубіс або Сет. При цьому на графіті може бути не суто єгипетський бог, а його образ, використовуваний гностичними сектами, що ототожнювали Сета з Христом.
Іноді графіті розглядається як доказ того, що вже в часи його створення християни вшановували зображення розп'яття.